# عبد الرشيد خان (حاكم)
عبد الرشيد خان (بالأويغورية: عبد الرشيد خان) كان حاكمًا لخانية في مقاطعة يرقند الحالية، شينجيانغ بين عامي 1533 و1560.

## سيرته
كان عبد الرشيد خان سليل أول مغول خان تغلق تيمور خان (1347-1363) وولد عام 1508. وصل إلى السلطة عام 1533 عندما توفي والده وسلفه سلطان سعيد خان بسبب داء المرتفعات أثناء حملة عسكرية في منطقة كشمير.
أمانيسا خان كانت إحدى زوجات عبد الرشيد خان. يُنسب إليها جمع وحفظ أثنى عشر مقامًا، والتي تعتبر اليوم أسلوبًا موسيقيًا لشعب الأويغور في شمال غرب الصين. صنفت منظمة اليونسكو مقام شينجيانغ جزء من التراث غير المادي للبشرية.
في عام 1538، أبرم عبد الرشيد خان معاهدة مع الزعيم الأوزبكي عبيد الله سلطان، الذي حكم خانية بخارى في ذلك الوقت (1533-1539). كما أنه أبرم معاهدة مماثلة مع إمبراطورية المغول في الهند. أثناء المفاوضات مع عبيد الله سلطان، جاء مدرس صوفي نقشبندي يُدعى أحمد كاساني (1462-1542)، المعروف باسم مخدوم عزام (السيد العظيم) إلى كاشغر من سمرقند ومُنح أرض هناك. ولعب أحفاده، المعروفون باسم مخدوم زاداس ويحملون لقب «خوجة»، دورًا مهمًا في تاريخ شينجيانغ خلال القرنين السادس عشر والتاسع عشر.
نسل الابن الأكبر لمخدوم محمد أمين (توفي عام 1598)، أو إيشان كالان، مؤسس الفرع الإيشكي للطريقة الصوفية، أسسوا أنفسهم في كاشغر وأصبحوا معروفين باسم آق تاغ (خواجه)، أبناء تيان شان (أو «الجبال البيضاء»). نسل ابنه الثاني، إسحاق والي (توفي عام 1599)، مؤسس الفرع الإسحاقي للطريقة الصوفية النقشبندية خوجا، أسسوا أنفسهم في يرقند وأصبحوا معروفين باسم كارا تاغليق، أبناء «الجبال السوداء»، أي البامير، كاراكوروم وكونلون.
تميز عبد الرشيد خان بقامة جسمية وقوي اليدين. لم يكن له مثيل في الرماية بالقوس وكان أيضًا موسيقيًا موهوبًا، فقد كتب موسيقى شيراشنغيز التي كانت تحظى بشعبية كبيرة في خانات يرقند. كما تعلم 12 مقامًا، موسيقى أويغورية تقليدية. كان يحب أن يغير ملابسه، تقليدً للخليفة هارون الرشيد، ويتجول بين السكان دون أن يعرفوه. قام بثلاث رحلات إلى خوتان وتوفي هناك خلال رحلته الأخيرة.

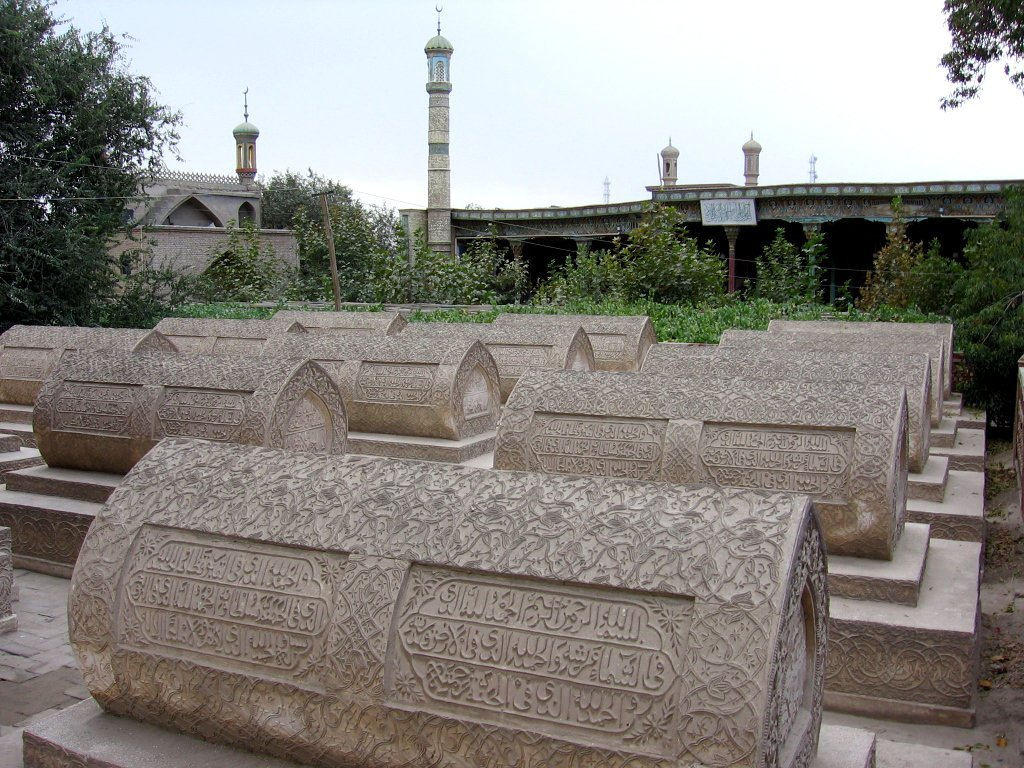
مقابر خانات يرقند (بالقرب من مسجد التنين (الصين)))

بعد وفاته عام 1560، خلفه ابنه الثاني عبد الكريم خان (يرقند) (1560-1591) في يرقند.
بين عامي 1541 و1546، كتب مؤرخ كشمير وحاكمها نيابة عن أحفاد بابور، ميرزا محمد حيدر دوغلات، كتاب «تاريخ رشيد». كرسه لعبد الرشيد خان، على الرغم من حقيقة أنه تم طرده من قبل خان مع العديد من أقاربه من كاشغر. حيث كانت تحت حكم أجداده، أمراء دوغلة، لمدة 300 عام تقريبًا (1219-1514، بدءًا من دوغلة أمير بابداغان (ترخان)، الذي حصل على بلد «مانغالاي صويا» (في مواجهة الشمس) من قبل جغتاي خان الابن الثاني لجنكيز خان.